# Hernando de Padilla Dávila
Hernando o Fernando de Padilla-Dávila (Nacido en Jerez de la Frontera ca. 1493 - ca. 1566) fue un noble, corsario, militar y funcionario jerezano participante en la Jornada de Túnez, que ocupó los cargos de contino del emperador Carlos V, caballero veinticuatro de Jerez de la Frontera, así como comendador de la Orden de Santiago.

## Orígenes
Nació en el seno de una de las principales familias nobiliarias de Jerez de la Frontera, siendo hijo de Lorenzo de Padilla-Dávila, alcalde mayor del Puerto de Santa María, y de María Gallegos de Vera. Sus abuelos paternos fueron García Dávila "El de la Jura", regidor y alcalde mayor de Jerez de la Frontera, y Leonor de Padilla. Sus abuelos maternos fueron Gonzalo Pérez de Gallegos, caballero veinticuatro de Jerez de la Frontera, y Beatriz de Vera, hermana de Pedro de Vera Mendoza, conquistador y gobernador de Gran Canaria.

## Muerte de Salazar y exilio
Sus primeras noticias se encuentran en El Puerto de Santa María, de donde su padre era alcalde mayor, aliado del Duque de Medinaceli, en cuyo bando militaba. Hallándose el Duque en el Puerto, tuvo Padilla-Dávila una discusión con el caballero Fabián de Salazar, que formaba parte de la comitiva del Duque, obligando su vuelta a Jerez. Tiempo después supo Padilla que el Duque y su comitiva se encontraban pasando por la ciudad de Jerez y resolviendo terminar el conflicto que tuvo con el caballero Salazar se dirigió al encuentro acompañándole su escudero Valderrama. Alcanzaron a la comitiva cerca de la ciudad de Espera y dirigiéndose a Fabián de Salazar el cual marchaba junto a la litera del Duque, emprendió un duelo resultando en la muerte de Salazar. Escapó Hernando del duelo, sin embargo los hombres del Duque le habían reconocido y habían entregado su nombre a la justicia forzándolo entonces a huir de Jerez. 
Hernando y un hermano natural suyo de nombre Sancho de Padilla se dirigieron a Portugal y posteriormente a Génova.

## Corsario
En Génova, Padila-Dávila y su hermano Sancho de Padilla capturaron un navío, a partir de este momento se dedicarían al corso en el Mediterráneo. También se menciona que durante este tiempo armó a su costa una armada para las campañas contra la Berbería.

## Perdón real yJornada de Túnez
Habiendo fallecido la viuda de Fabián de Salazar la familia de Padilla consiguió su perdón y volvió a Jerez. 
Fue recibido en las tropas del rey como Capitán de Caballos y en junio de 1535 asistió a la Jornada de Túnez donde gracias a sus hazañas consiguió la confianza del Emperador Carlos V. El año siguiente, en 1536, el Emperador lo premiaría con el hábito de la Orden de Santiago siendo también comendador de la misma, sería también caballero veinticuatro de Jerez de la Frontera. En 1545 le otorgaría otras mercedes como la cesión de las tierras de Tempul y su castillo. Fue también nombrado contino del Emperador.

## Matrimonio y descendencia
Hernando de Padilla casaría en torno al año de 1515 con Leonor de Machicao y Rivas, hija de Fernando de Machicao y Constanza de Rivas, pertenecientes a una familia de conquistadores de las Canarias. Fueron padres de:
- Lorenzo de Padilla-Dávila, capitán de tercios en las Guerras de Flandes, fundador de la Villa de Santa María de los Lagos en el Reino de la Nueva Galicia.[5] Casó con Mariana Temiño de Velasco[6], hija del conquistador Pedro Pacho, y de Mariana de Velasco (hermana mayor de Baltasar Temiño de Bañuelos, fundador de la ciudad y minas de Zacatecas). Fueron padres de:
  - Diego de Padilla-Dávila, capitán, alcalde ordinario de Guadalajara (Reino de Nueva Galicia), corregidor de Zacatecas, alcalde mayor de la provincia de Culiacán, de la Villa de Santa María de los Lagos, del Valle de Teocaltiche, de las minas de Jora y de Sierra de Pinos, juez de la Mesta del Reino de la Nueva Galicia, etc.[7] Casó con Ana de la Mota y Vera, I mayorazgo de la Mota, hija del capitán Gaspar de la Mota, regidor de la ciudad de Guadalajara, y de Mariana de Vera, fundadores del mayorazgo. Tuvieron numerosa descendencia (uno de sus bisnietos fue el historiador Matías de la Mota-Padilla).
- María de Vera
- Leonor de Padilla
- Constanza de Padilla-Dávila